# Subways of Your Mind
Subways of Your Mind è una canzone del 1983 del gruppo new wave tedesco FEX.
Il brano è stato per molti anni un'opera orfana, in quanto ne erano ignote fino al 2024 le origini, l'autore, il titolo e la data di registrazione originale. È così diventato un fenomeno del Web noto come la canzone più misteriosa di Internet e spesso conosciuta anche con i nomi di Like the Wind, Blind the Wind,
The Sun Will Never Shine, Check It In, Check It Out,  Take It In, Take It Out o Summer Blues.

## Storia

### Origini

La prima volta in cui la canzone è stata trasmessa in pubblico, secondo testimonianze affidabili, è avvenuta grazie all'emittente radiotelevisiva tedesca Norddeutscher Rundfunk, tra il 1983 e il 1984. Successivamente, un ascoltatore fece una copia del brano su una cassetta insieme ad altre canzoni degli XTC e dei The Cure. Al fine di ottenere una registrazione più pulita delle varie canzoni, furono eliminati tutti i dialoghi della trasmissione originale, compresi quelli dei conduttori radiofonici. Questo ha reso ancora più difficile l'identificazione della canzone.
Nel 1985, il proprietario della cassetta realizzò una playlist nella quale erano contenute tutte le canzoni da lui registrate nel corso degli anni. La lista venne digitalizzata e pubblicata nel 2004 dalla sorella che, sotto gli pseudonimi di "Anton Riedel" e "bluuue", iniziò ad effettuare varie ricerche allo scopo di identificare la canzone, senza però ottenere alcun risultato.

### Viralità su Internet
Dal 2019, l'opera è divenuta un fenomeno di internet, con svariati utenti che continuano a dedicarsi alla ricerche delle sue origini. In particolare, nel 2021, Anton Riedel postò sulla piattaforma Reddit un messaggio in cui affermava di aver trovato una registrazione in qualità superiore di quella che sembra essere la stessa canzone, portando a pensare che l'opera fosse stata trasmessa anche su altri emittenti. La cosa sembra essere stata confermata anche da altri utenti. Tutto ciò ha portato all'ipotesi che gli autori fossero un piccolo gruppo underground di origine appunto tedesca o sovietica.

### Scoperta
Il 4 novembre 2024, l'utente di Reddit marijn1412 ha affermato di aver identificato la canzone come Subways Of Your Mind del gruppo tedesco FEX. Mentre faceva ricerche sulle band che avevano partecipato a Hörfest (un evento annuale che mette in risalto artisti musicali poco conosciuti) l'utente ha contattato un membro della band FEX elencato in un numero del Nordwest-Zeitung, un quotidiano tedesco. Secondo l'utente, il membro della band ha confermato che i FEX sono gli autori della canzone.